# Stèle au 5e régiment d'infanterie de ligne
La stèle au 5e régiment d'infanterie de ligne est un monument élevé sur le site du champ de bataille de Waterloo en Belgique à la mémoire du 5e régiment d'infanterie de ligne français de la division Simmer.

## Localisation
La stèle se situe sur le territoire de Plancenoit, village de la commune belge de Lasne, dans la province du Brabant wallon.
Elle se dresse au carrefour de la rue Là-Haut et de la rue d'Anogrune, à environ 300 m au sud-est de l'église de Plancenoit.

## Historique
La stèle a été érigée à l'endroit où le 5e régiment d'infanterie de ligne de la division Simmer (6e corps d'infanterie) s'opposa, sous la conduite du colonel Roussille, aux Prussiens du général Bülow le 18 juin 1815 lors des combats de Plancenoit.
Elle a été érigée par la Fondation Napoléon et l'Association Franco-Européenne de Waterloo (A.F.E.W.) et inaugurée le 6 novembre 1993.

## Description
Le monument est une simple stèle en pierre bleue portant un hommage au 5e régiment d'infanterie de ligne, surmonté de l'aigle napoléonienne :

« En ce Lieu

Le 18 juin 1815

Le 5e Régiment

D'Infanterie

De Ligne

Du Colonel Roussille

Division Simmer

S'Opposa

Héroïquement

Au Corps Prussien

Du Général

Von Bülow »